# Terra Tenebrosa
Terra Tenebrosa — шведская метал-группа, образованная в 2009 году в Стокгольме. За свою карьеру выпустила три студийных альбома, последний из которых, The Reverses, вышел в 2016 году. В музыкальном плане группа сочетает экспериментальный метал и различные поджанры блэк-метала. Коллектив также выделяется своим сценическим образом: музыканты практически не дают концертов, скрывают свои лица за абстрактными масками, при этом их настоящие имена не разглашаются. 

## История
Коллектив был образован в 2009 году в Стокгольме бывшими участниками постхардкор-группы Breach. В 2011 году был выпущен дебютный альбом The Tunnels на лейбле Trust No One, продемонстрировавший звучание авангардного метала в сочетании с элементами блэк-метала. Второй альбом The Purging вышел в 2013 году. Релиз также был выдержан в экспериментальном ключе, но испытывал к тому же влияние постметала.
В 2014 году музыканты записали сплит с группой The Old Wind и затем отправились в продолжительное европейское турне, посетив в ход него фестиваль Roadburn в Нидерландах. После окончания гастролей был издан мини-альбом V.I.T.R.I.O.L. — Purging the Tunnels, в который вошло несколько новых композиций.
В 2016 году коллектив выпустил студийный альбом The Reverses на лейбле Debemur Morti, который также переиздал предшествующие две пластинки группы.

## Состав
- Hisperdal — инструменты (с 2009)
- Hibernal — инструменты (с 2009)
- The Cuckoo — вокал, инструменты (с 2009)

## Дискография
Студийные альбомы
- The Tunnels (2011)
- The Purging (2013)
- The Reverses (2016)